# Amir Molkârâi
Amir Molkârâi (Esfahan, 15 maggio 1987) è un giocatore di calcio a 5 iraniano naturalizzato olandese.

## Carriera
Nato in Iran ma trasferitosi in gioventù nei Paesi Bassi, ha legato buona parte della carriera all'Hovocubo, del quale è stato capitano per sei anni. Ha inoltre giocato per Kras Boys, Marlène e Veerhuys. Già membro della Nazionale Under-21 di calcio a 5 dei Paesi Bassi – con cui ha partecipato nel 2008 al campionato europeo di categoria – il 15 febbraio del 2011 ha debuttato con la Nazionale maggiore nel corso di un'amichevole persa per 1-0 contro la Slovenia.